# Mecanismo Ei
El mecanismo Ei (Elimination internal) es un tipo especial de reacción de eliminación en la que dos sustituyentes vecinales de un esqueleto de alcano salen simultáneamente en un solo paso, para formar un alqueno en una eliminación syn. En eliminación regulares, esta reacción involucra una base o, en muchos casos involucraría intermediarios cargados.
Algunos ejemplos de eliminaciones Ei están involucrados en la deshidratación por reactivo de Burgess, en la eliminación de Hofmann (con sustratos inhibidos estéricamente), en la eliminación de Cope y en la pirólisis de ésteres.